# Refrigeració per raig de vapor

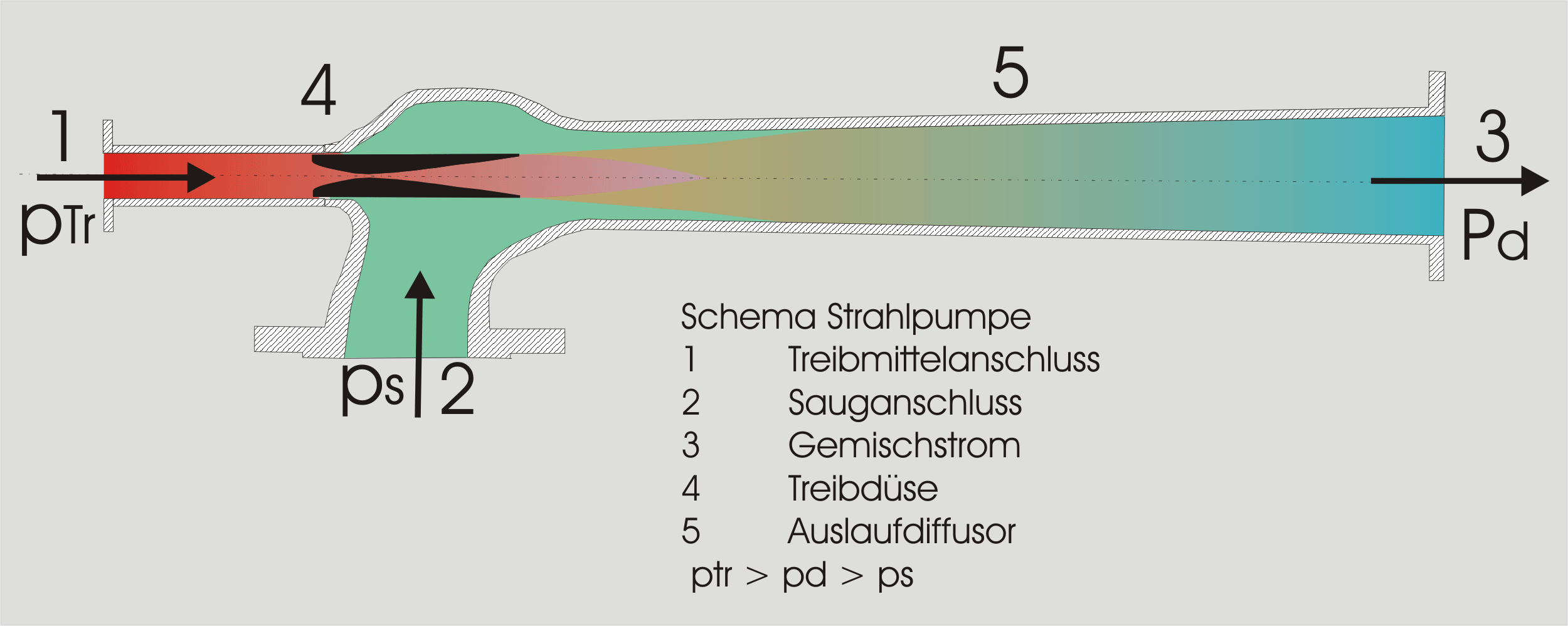
Esquema d'un ejector de vapor d'aigua per a un sistema de refrigeració.

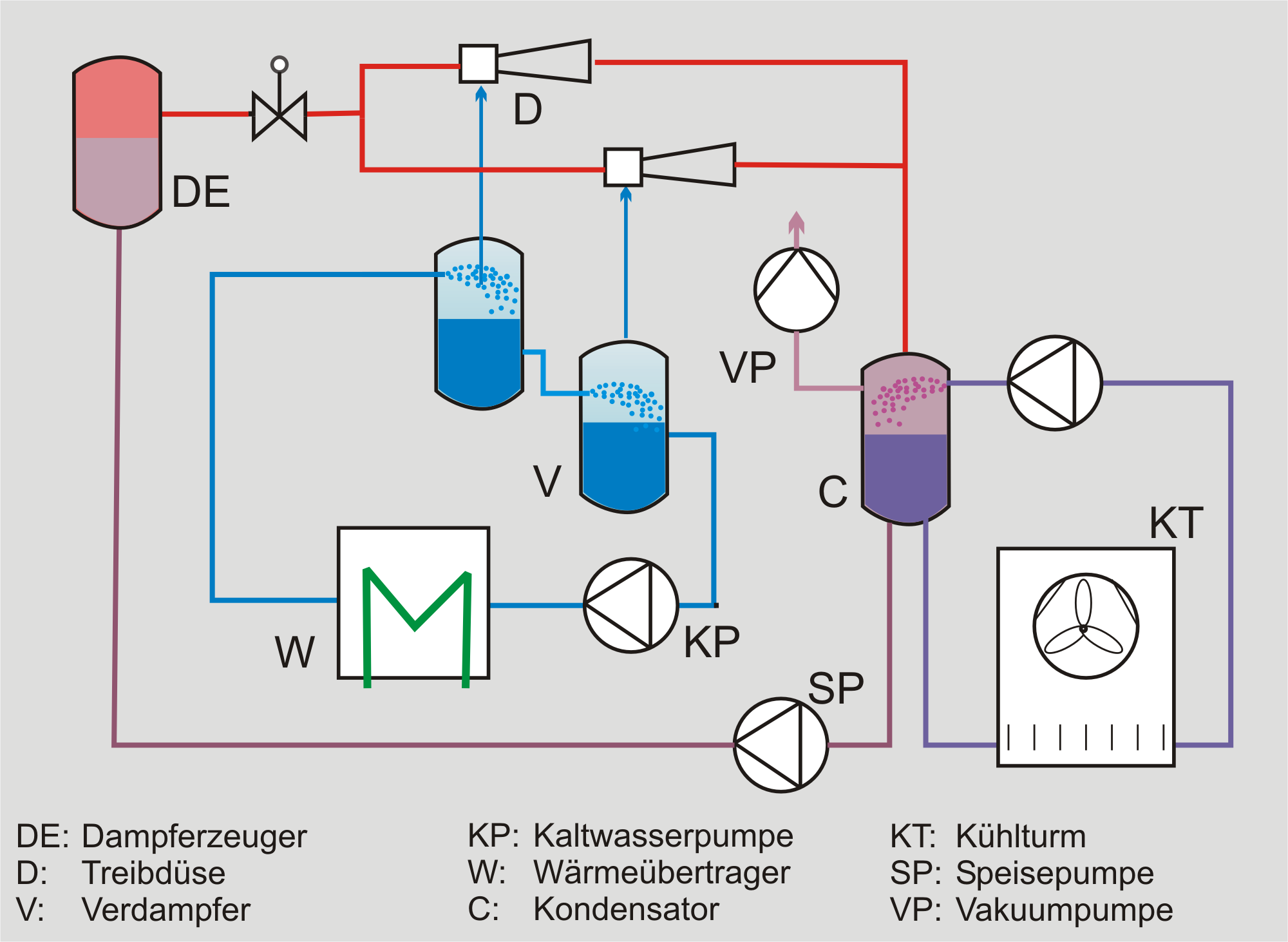
Representació esquemàtica d'un sistema de refrigeració per raig de vapor. Amb dos evaporadors i dos ejectors.

En sistemes de refrigeració industrial i aire condicionat un refrigerador per raig de vapor és un dispositiu basat en l'evaporació forçada d'un líquid (generalment aigua) provocada per un ejector de vapor del mateix líquid. L'evaporació de part del líquid provoca el refredament del mateix líquid que pot ser bombat a un bescanviador de calor per a refredar un altre fluid.
El procediment fou inventat per Maurice Leblanc el 1911.

## Fonaments
La calor de vaporització de l'aigua és molt alta i, en principi, apropiada per a aprofitar el fenomen en sistemes de refrigeració. Malauradament el volum de l'aigua en estat de vapor és unes 1.700 vegades més gran que el seu volum en estat líquid. Això implica que les instal·lacions de gran capacitat han de tractar grans volums de vapor d'aigua.
Emprar ejectors de vapor permet una solució atractiva al problema quan hom disposa o pot generar grans quantitats de vapor a un cost raonable.

## Descripció d'un sistema típic
Les parts essencials són les següents:
- un evaporador
- un ejector de vapor
- un condensador

### Evaporador
Es tracta d'una cambra o recipient tancat amb un cert nivell d'aigua. En funcionament la temperatura de l'aigua és d'un 4,4 graus C. La pressió interna és de l'ordre dels 6,35 mmHg.
- La recirculació de l'aigua de l'evaporador és la que serveix per a refrigerar el que calgui. Cal recordar que, amb l'aigua com a fluid, la temperatura mínima de treball de l'aigua de refrigeració és de l'ordre indicat: 4,4 graus C.

### Ejector de vapor
El vapor actiu, a uns 7 bar de pressió, arrossega el vapor d'aigua estàtic de l'evaporador. Ambdós es barregen a la cambra de mescla i van a parar al condensador.

### Condensador
Es tracta d'un recipient tancat que comunica amb la sortida de l'ejector. Normalment conté aigua a un cert nivell amb les condicions aproximades de 38 graus C i una pressió de 50,8 mmHg. En l'interior del condensador hi ha un bescanviador pel qual circula aigua de refredament.
Un ejector auxiliar expulsa l'aire que hi hagi inicialment (en l'interior del condensador) o que pugui entrar per alguna fisura.

## Exemples

### Ús en ferrocarrils
La companyia de ferrocarrils Atchison, Topeka and Santa Fe Railway va emprar un sistema d'aire condicionat per raig de vapor d'aigua des de 1930 fins a 1950, aproximadament.